# Gerbillurus setzeri
Gerbillurus setzeri је врста глодара из породице мишева.

## Распрострањење
Врста има станиште у Анголи и Намибији.

## Станиште
Станишта врсте су екосистеми ниских трава и шумски екосистеми и речни екосистеми.

## Угроженост
Ова врста није угрожена, и наведена је као последња брига јер има широко распрострањење.